# Distretto di Anuradhapura
Il distretto di Anuradhapura è un distretto dello Sri Lanka, situato nella provincia Centro-Settentrionale e che ha come capoluogo Anurādhapura.